# Приложна физика
Приложна физика е общ термин за физическа наука, в която изследванията са предназначени за определена технологична или практическа употреба.
„Приложна“ се различава от "чиста (фундаментална)" по фина комбинация от фактори като: мотивацията, отношението на изследователите, характера на отношението към науката и техниката, които са част от работата.
Приложната физика се основава на откритията, направени при фундаменталните научни изследвания и се фокусира върху решаването на проблеми, стоящи пред технолозите, така че тези открития да се използват най-ефективно в практиката.  С други думи, приложната физика стъпва на основните истини и основните понятия на физическата наука, но е свързана с конкретното прилагане на научните резултати в практически устройства и системи. В същото време приложните физици могат да работят и за решаване на фундаментални научни проблеми: например учените, работещи в областта на физиката на ускорителите на частици ги усъвършенствуват така, че да се проведат експерименти по изясняване на строежа на материята.
Приложната физика обикновено се различава от инженерната наука по това, че приложният физик по-скоро използва физиката или провежда физични научни изследвания с цел разработване на нови технологии или решаване на даден инженерен проблем, докато инженерът проектира нещо конкретно. В този смисъл приложната физика е сходна с приложната математика.

## Области на изследване
| - Физика на ускорителите - Акустика - Агрофизика - Аналогова електроника - Цифрова електроника - Сканираща атомно-силова микроскопия - Балистика - Биофизика - Изчислителна физика - Теория на управлението - Иконофизика - Техническа физика - Влакнеста оптика - Хидродинамика - Геофизика - Физика на лазерите - Медицинска физика | - Метрология - Микрохидродинамика - Нанотехнология - Неразрушаващ контрол - Ядрена техника - Ядрени технологии - Оптика - Оптоелектроника - Фотоволтаика - Физика на плазмата - Квантова електроника - Физика на полупроводниците - Физика на почвата - Физика на твърдото тяло - Физика на космическата плазма - Спинтроника - Свръхпроводимост |